# Wereldkampioenschap cricket 2007

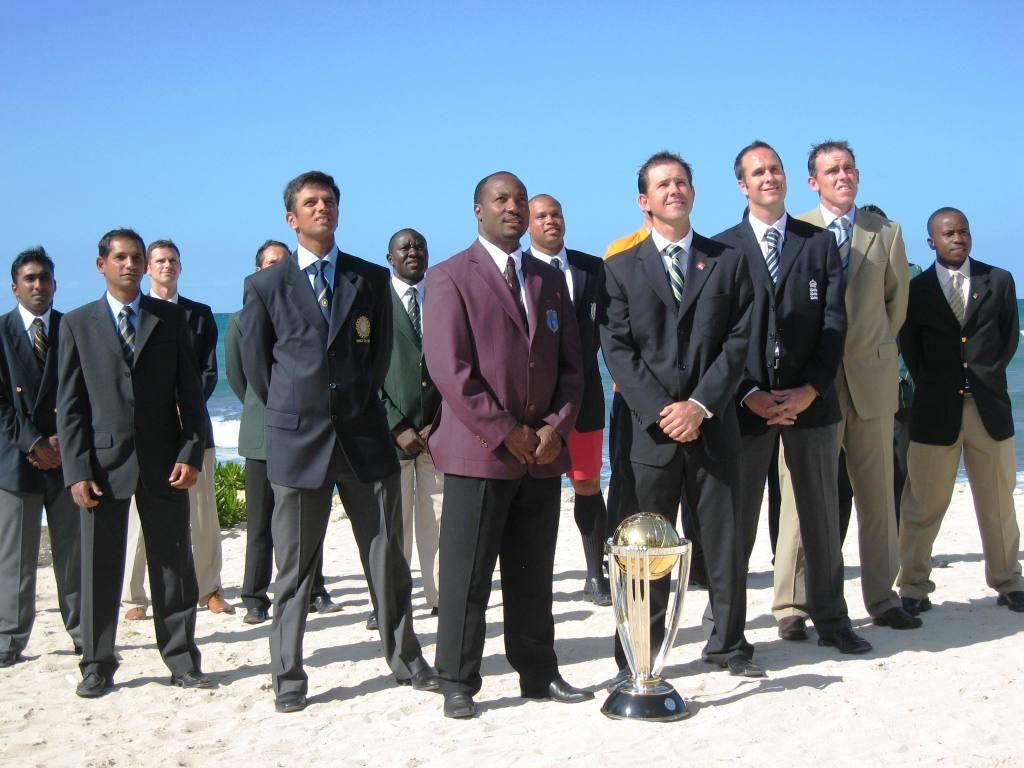
Aanvoerders van de deelnemende landen en de trofee

Het wereldkampioenschap cricket 2007 is het negende wereldkampioenschap cricket. Het toernooi werd van 13 maart tot en met 28 april gehouden worden in West-Indië. Er deden voor het eerst 16 landen mee, die in 4 poules waren verdeeld.
De eerste twee van elke groep gaan door naar de tweede ronde (Super Eight), waarvan de beste vier zich plaatsen voor de halve finale.
- Groep A: Australië, Zuid-Afrika, Schotland en Nederland
- Groep B: Sri Lanka, India, Bangladesh en Bermuda
- Groep C: Nieuw-Zeeland, Engeland, Kenia en Canada
- Groep D: Pakistan, West-Indië, Zimbabwe en Ierland

De acht landen waar is gespeeld zijn Barbados, Jamaica, Trinidad en Tobago, Grenada, Guyana, Antigua en Barbuda, Saint Lucia en Saint Kitts en Nevis. Er was even sprake van dat de Verenigde Staten ook nog een paar wedstrijden in Florida zou organiseren, om het cricket in de V.S te stimuleren, maar dat plan is niet doorgegaan. De opening is in Jamaica en de finale wordt in Barbados gespeeld.
Nederland deed voor de derde keer mee met het wereldkampioenschap. Nederland kwam in een zware groep met de regerend wereldkampioen (Australië) en de nummer één van de wereldranglijst (Zuid-Afrika). Beide wedstrijden werden met grote cijfers verloren. Geen schande omdat deze teams doordrongen tot de halve finale, waarin ze elkaar troffen. Uiteindelijk werd Australië zelfs de kampioen. De slotwedstrijd tegen Schotland werd gewonnen, maar na de eerste ronde mocht Nederland terug naar huis.
Door de dood van Bob Woolmer, de bondscoach van het Pakistaanse team, die dood in zijn kamer werd gevonden op de dag na de verrassende uitschakeling van zijn team, is dit wereldkampioenschap een bijzonder kampioenschap geworden. Aanvankelijk ging de Jamaicaanse politie ervan uit dat Woolmer vermoord was, waarop vele (samenzwerings)theorieën losbarstten.
Australië won voor de derde keer op rij het kampioenschap. Alle wedstrijden werden gewonnen. Inmiddels is het team al 29 wedstrijden op rij tijdens een WK ongeslagen.

## Verloop van de wedstrijden
Alle wedstrijden op het wereldkampioenschap zijn eendaagswedstrijden. De wedstrijden bestaan standaard uit 50 overs per partij (300 ballen per partij). Als het regent, kan de wedstrijd worden ingekort. Een wedstrijd moet om geldig te zijn minstens 20 overs per partij hebben. De wedstrijd mag bij regen worden verlengd of uitgesteld met een dag, zodat er alsnog een geldige wedstrijd kan komen. Als de wedstrijd niet is gespeeld, of als de wedstrijd niet geldig is, of als deze eindigt in deen gelijk spel, krijgen beide landen één punt. Als een land wint, krijgt het 2 punten en als een land verliest geen punten. Bij regen kan er ook zo worden gespeeld dat de ene partij meer overs heeft gespeeld dan de andere. Via een ingewikkelde rekenformule wordt dan bepaald wie er wint. In de uitslagentabellen is dit aangegeven met (DL). De formule (Duckworth-Lewis method) is op te vragen op de site van het ICC en wordt hier toegelicht: Duckworth-Lewis methode.

## Prijzengeld
In de prijzenpot van het toernooi zit vijf miljoen dollar. Het prijzengeld wordt na afloop van het toernooi bijgeschreven op de bankrekeningen van de bonden van de betreffende landen. Het prijzengeld wordt op de volgende manier verdeeld:
- In de voorronde krijgt ieder team 5.000 dollar voor een verloren wedstrijd en 10.000 dollar voor een gewonnen wedstrijd.

Onder de landen die doorgaan naar de Super-8 worden de volgende bedragen verdeeld (in Amerikaanse dollars):
- 1e plaats - 2.240.000
- 2e plaats - 1.000.000
- 3e plaats - 450.000
- 4e plaats - 450.000
- 5e plaats - 200.000
- 6e plaats - 150.000
- 7e plaats - 100.000
- 8e plaats - 50.000

## Eerste ronde

### Groep A
| Team        | Pnt | Wd | W | G | V | NR | NRR   |
| ----------- | --- | -- | - | - | - | -- | ----- |
| Australië   | 6   | 3  | 3 | 0 | 0 | 0  | +3.43 |
| Zuid-Afrika | 4   | 3  | 2 | 0 | 1 | 0  | +2.40 |
| Nederland   | 2   | 3  | 1 | 0 | 2 | 0  | -2.53 |
| Schotland   | 0   | 3  | 0 | 0 | 3 | 0  | -3.79 |

| 14-03-2007 | Australië 334/6 (50 ov.)     | Schotland 131/9 (40.1 ov.)   | Australië wint met 203 runs    | Warner Park Stadium, Basseterre, Saint Kitts en Nevis |
| 16-03-2007 | Zuid-Afrika 353/3 (40 ov.) ^ | Nederland 132/9 (40 ov.) ^   | Zuid-Afrika wint met 221 runs  | Warner Park Stadium, Basseterre, Saint Kitts en Nevis |
| 18-03-2007 | Australië 358/5 (50 ov.)     | Nederland 129ao (26.5 ov.)   | Australië wint met 229 runs    | Warner Park Stadium, Basseterre, Saint Kitts en Nevis |
| 20-03-2007 | Schotland 186/8 (50 ov.)     | Zuid-Afrika 188/3 (23.2 ov.) | Zuid-Afrika wint met 7 wickets | Warner Park Stadium, Basseterre, Saint Kitts en Nevis |
| 22-03-2007 | Schotland 136ao (34.1 ov.)   | Nederland 140/2 (23.5 ov.)   | Nederland wint met 8 wickets   | Warner Park Stadium, Basseterre, Saint Kitts en Nevis |
| 24-03-2007 | Australië 377/6 (50 ov.)     | Zuid-Afrika 294ao (48 ov.)   | Australië wint met 83 runs     | Warner Park Stadium, Basseterre, Saint Kitts en Nevis |

^* ingekort door de regen

### Groep B
| Team       | Pnt | Wd | W | G | V | NR | NRR   |
| ---------- | --- | -- | - | - | - | -- | ----- |
| Sri Lanka  | 6   | 3  | 3 | 0 | 0 | 0  | +3.49 |
| Bangladesh | 4   | 3  | 2 | 0 | 1 | 0  | -1.52 |
| India      | 2   | 3  | 1 | 0 | 2 | 0  | +1.21 |
| Bermuda    | 0   | 3  | 0 | 0 | 3 | 0  | -4.35 |

| 15-03-2007 | Sri Lanka 321/6 (50 ov.)   | Bermuda 78ao (24.4 ov.)      | Sri Lanka wint met 243 runs        | Queen's Park Oval, Port of Spain, Trinidad en Tobago |
| 17-03-2007 | India 191ao (49.3 ov.)     | Bangladesh 192/5 (48.3 ov.)  | Bangladesh wint met 5 wickets      | Queen's Park Oval, Port of Spain, Trinidad en Tobago |
| 19-03-2007 | India 413/5 (50 ov.)       | Bermuda 156ao (43.1 ov.)     | India wint met 257 runs            | Queen's Park Oval, Port of Spain, Trinidad en Tobago |
| 21-03-2007 | Sri Lanka 318/4 (50 ov.) ^ | Bangladesh 112ao (37 ov.) ^  | Sri Lanka wint met 198 runs (DL)   | Queen's Park Oval, Port of Spain, Trinidad en Tobago |
| 23-03-2007 | Sri Lanka 254/6 (50 ov.)   | India 185ao (43.3 ov.)       | Sri Lanka wint met 69 runs         | Queen's Park Oval, Port of Spain, Trinidad en Tobago |
| 25-03-2007 | Bermuda 94/9 (21 ov.) ^    | Bangladesh 96/3 (17.3 ov.) ^ | Bangladesh wint met 7 wickets (DL) | Queen's Park Oval, Port of Spain, Trinidad en Tobago |

^ ingekort door de regen

### Groep C
| Team          | Pnt | Wd | W | G | V | NR | NRR   |
| ------------- | --- | -- | - | - | - | -- | ----- |
| Nieuw-Zeeland | 6   | 3  | 3 | 0 | 0 | 0  | +2.14 |
| Engeland      | 4   | 3  | 2 | 0 | 1 | 0  | +0.42 |
| Kenia         | 2   | 3  | 1 | 0 | 2 | 0  | -1.19 |
| Canada        | 0   | 3  | 0 | 0 | 3 | 0  | -1.39 |

| 14-03-2007 | Canada 199ao (50 ov.)        | Kenia 203/3 (43.2 ov.)       | Kenia wint met 7 wickets         | Beausejour Stadium, Gros Islet, Saint Lucia |
| 16-03-2007 | Engeland 209/7 (50 ov.)      | Nieuw-Zeeland 210/4 (41 ov.) | Nieuw-Zeeland wint met 6 wickets | Beausejour Stadium, Gros Islet, Saint Lucia |
| 18-03-2007 | Engeland 279/6 (50 ov.)      | Canada 228/7 (50 ov.)        | England wint met 51 runs         | Beausejour Stadium, Gros Islet, Saint Lucia |
| 20-03-2007 | Nieuw-Zeeland 331/7 (50 ov.) | Kenia 183ao (49.2 ov.)       | Nieuw-Zeeland wint met 148 runs  | Beausejour Stadium, Gros Islet, Saint Lucia |
| 22-03-2007 | Nieuw-Zeeland 363/5 (50 ov.) | Canada 249/9 (49.2 ov.)      | Nieuw-Zeeland wint met 114 runs  | Beausejour Stadium, Gros Islet, Saint Lucia |
| 24-03-2007 | Kenia 177ao (43 ov.) ^       | Engeland 178/3 (33 ov.) ^    | England wint met 7 wickets       | Beausejour Stadium, Gros Islet, Saint Lucia |

^ ingekort door de regen

### Groep D
| Team       | Pnt | Wd | W | G | V | NR | NRR   |
| ---------- | --- | -- | - | - | - | -- | ----- |
| West-Indië | 6   | 3  | 3 | 0 | 0 | 0  | +0.76 |
| Ierland    | 3   | 3  | 1 | 1 | 1 | 0  | -0.09 |
| Pakistan   | 2   | 3  | 1 | 0 | 2 | 0  | +0.09 |
| Zimbabwe   | 1   | 3  | 0 | 1 | 2 | 0  | -0.89 |

| 13-03-2007 | West-Indië 241/9 (50 ov.)   | Pakistan 187ao (47.2 ov.)     | West-Indië wint met 54 runs        | Sabina Park, Kingston, Jamaica |
| 15-03-2007 | Ierland 221/9 (50 ov.)      | Zimbabwe 221ao (50 ov.)       | Gelijkspel                         | Sabina Park, Kingston, Jamaica |
| 17-03-2007 | Pakistan 132ao (45.4 ov.) ^ | Ierland 133/7 (41.4 ov.) ^    | Ierland wint met 3 wickets (DL)    | Sabina Park, Kingston, Jamaica |
| 19-03-2007 | Zimbabwe 202/5 (50 ov.)     | West-Indië 204/4 (47.5 ov.)   | West-Indië wint met 6 wickets      | Sabina Park, Kingston, Jamaica |
| 21-03-2007 | Pakistan 349ao (49.5 ov.) ^ | Zimbabwe 99ao (19.1 ov.) ^    | Pakistan wint met 93 runs (DL)     | Sabina Park, Kingston, Jamaica |
| 23-03-2007 | Ierland 183/8 (48 ov.) ^    | West-Indië 190/2 (38.1 ov.) ^ | West-Indië wint met 8 wickets (DL) | Sabina Park, Kingston, Jamaica |

^ ingekort door de regen

## Tweede ronde (Super Eight)
| Team          | Pnt | Wd | W | G | V | NR | RF   | OF    | RA   | OB    | NRR   |
| ------------- | --- | -- | - | - | - | -- | ---- | ----- | ---- | ----- | ----- |
| Australië     | 14  | 7  | 7 | 0 | 0 | 0  | 1725 | 266.1 | 1314 | 322   | +2.4  |
| Sri Lanka     | 10  | 7  | 5 | 0 | 2 | 0  | 1586 | 301.1 | 1275 | 337   | +1.48 |
| Nieuw-Zeeland | 10  | 7  | 5 | 0 | 2 | 0  | 1378 | 308   | 1457 | 345.1 | +0.25 |
| Zuid-Afrika   | 8   | 7  | 4 | 0 | 3 | 0  | 1561 | 299.1 | 1635 | 333.2 | +0.31 |
| Engeland      | 6   | 7  | 3 | 0 | 4 | 0  | 1557 | 344.4 | 1511 | 307.4 | -0.39 |
| West-Indië    | 4   | 7  | 2 | 0 | 5 | 0  | 1595 | 338.1 | 1781 | 337.1 | -0.57 |
| Bangladesh    | 2   | 7  | 1 | 0 | 6 | 0  | 1084 | 318   | 1398 | 284   | -1.51 |
| Ierland       | 2   | 7  | 1 | 0 | 6 | 0  | 1111 | 333   | 1226 | 242   | -1.73 |

Afkortingen:
Pnt = Punten, Wd = Wedstrijden, W = Gewonnen, G = Gelijk, V = Verloren, NR = No result, RF = Runs voor, OF = Overs tegen, RA = Runs tegen, OB = Overs gebowlt, NRR = Netto run rate
De beste 4 landen uit de Super-Eight gaan door naar de halve finales.
| 27/28-03-2007 | Australië 322/6 (50 ov.)     | West-Indië 219ao (45.3 ov.)    | Australië wint met 103 runs         | Sir Vivian Richards Stadium, North Sound, Antigua & Barbuda |
| 28-03-2007    | Sri Lanka 209ao (49.3 ov.)   | Zuid-Afrika 212/9 (48.2 ov.)   | Zuid-Afrika wint met 1 wicket       | Providence Stadium, Georgetown, Guyana                      |
| 29-03-2007    | West-Indië 177ao (44.4 ov.)  | Nieuw-Zeeland 179/3 (39.2 ov.) | Nieuw-Zeeland wint met 7 wickets    | Sir Vivian Richards Stadium, North Sound, Antigua & Barbuda |
| 30-03-2007    | Engeland 266/7 (50 ov.)      | Ierland 218ao (48.1 ov.)       | England wint met 48 runs            | Providence Stadium, Georgetown, Guyana                      |
| 31-03-2007    | Bangladesh 104/6 (22 ov.) ^  | Australië 106/0 (13.5 ov.) ^   | Australië wint met 10 wickets       | Sir Vivian Richards Stadium, North Sound, Antigua & Barbuda |
| 01-04-2007    | Sri Lanka 303/5 (50 ov.)     | West-Indië 190ao (44.3 ov.)    | Sri Lanka wint met 113 runs         | Providence Stadium, Georgetown, Guyana                      |
| 02-04-2007    | Bangladesh 174ao (48.3 ov.)  | Nieuw-Zeeland 178/1 (29.2 ov.) | Nieuw-Zeeland wint met 9 wickets    | Sir Vivian Richards Stadium, North Sound, Antigua & Barbuda |
| 03-04-2007    | Ierland 152/8 (35 ov.) ^     | Zuid-Afrika 165/3 (31.4 ov.) ^ | Zuid-Afrika wint met 7 wickets (DL) | Providence Stadium, Georgetown, Guyana                      |
| 04-04-2007    | Engeland 233ao (50 ov.)      | Sri Lanka 235/8 (50 ov.)       | Sri Lanka wint met 2 runs           | Sir Vivian Richards Stadium, North Sound, Antigua & Barbuda |
| 07-04-2007    | Bangladesh 251/8 (50 ov.)    | Zuid-Afrika 184ao (48.4 ov.)   | Bangladesh wint met 67 runs         | Providence Stadium, Georgetown, Guyana                      |
| 08-04-2007    | Engeland 247ao (49.5 ov.)    | Australië 248/3 (47.2 ov.)     | Australië wint met 7 wickets        | Sir Vivian Richards Stadium, North Sound, Antigua & Barbuda |
| 09-04-2007    | Nieuw-Zeeland 263/8 (50 ov.) | Ierland 134ao (37.4 ov)        | Nieuw-Zeeland wint met 129 runs     | Providence Stadium, Georgetown, Guyana                      |
| 10-04-2007    | Zuid-Afrika 356/4 (50 ov.)   | West-Indië 289/9 (50 ov.)      | Zuid-Afrika wint met 67 runs        | Queen's Park, St George's, Grenada                          |
| 11-04-2007    | Bangladesh 143ao (37.2 ov.)  | Engeland 146/6 (44.5 ov.)      | Engeland wint met 4 wickets         | Kensington Oval, Bridgetown, Barbados                       |
| 12-04-2007    | Nieuw-Zeeland 219/7 (50 ov.) | Sri Lanka 222/4 (45.1 ov.)     | Sri Lanka wint met 6 wickets        | Queen's Park, St George's, Grenada                          |
| 13-04-2007    | Ierland 91ao (30 ov.)        | Australië 92/1 (12.2 ov.)      | Australië wint met 7 wickets        | Kensington Oval, Bridgetown, Barbados                       |
| 14-04-2007    | Zuid-Afrika 193/7 (50 ov.)   | Nieuw-Zeeland 196/5 (48.2 ov.) | Nieuw-Zeeland wint met 5 wickets    | Queen's Park, St George's, Grenada                          |
| 15-04-2007    | Ierland 243/7 (50 ov.)       | Bangladesh 169ao (41.2 ov.)    | Ierland wint met 74 runs            | Kensington Oval, Bridgetown, Barbados                       |
| 16-04-2007    | Sri Lanka 226ao (49.4 ov.)   | Australië 232/3 (42.4 ov.)     | Australië wint met 7 wickets        | Queen's Park, St George's, Grenada                          |
| 17-04-2007    | Engeland 154ao (48 ov.)      | Zuid-Afrika 157/1 (19.2 ov.)   | Zuid-Afrika wint met 9 wickets      | Kensington Oval, Bridgetown, Barbados                       |
| 18-04-2007    | Ierland 77ao (27.4 ov.)      | Sri Lanka 81/2 (10 ov.)        | Sri Lanka wint met 8 wickets        | Queen's Park, St George's, Grenada                          |
| 19-04-2007    | West-Indië 230/5 (50 ov.)    | Bangladesh 131aout (43.5 ov.)  | West-Indië wint met 99 runs         | Kensington Oval, Bridgetown, Barbados                       |
| 20-04-2007    | Australië 348/6 (50 ov.)     | Nieuw-Zeeland 133ao (25.5 ov.) | Australië wint met 215 runs         | Queen's Park, St George's, Grenada                          |
| 21-04-2007    | West-Indië 300ao (49.5 ov.)  | Engeland 301/9 (49.5 ov.)      | Engeland wint met 1 wicket          | Kensington Oval, Bridgetown, Barbados                       |

^ ingekort door de regen

## Halve finale
| 24-04-2007 | Sri Lanka 289/5 (50 ov.)     | Nieuw-Zeeland 208ao (41.4 ov.) | Sri Lanka wint met 81 runs   | Sabina Park, Kingston, Jamaica              |
| 25-04-2007 | Zuid-Afrika 149ao (43.5 ov.) | Australië 153/3 (31.3 ov.)     | Australië wint met 7 wickets | Beausejour Stadium, Gros Islet, Saint Lucia |

## Finale
| 28-04-2007 | Australië 281/4 (38 ov.) ^ | Sri Lanka 215/8 (36 ov.) ^ | Australië wint met 53 runs (DL) | Kensington Oval, Bridgetown, Barbados |

^ ingekort door de regen
Regulier wereldkampioenschap (One Day International)
Wereldkampioenschap Twenty20

Wereldkampioenschap testcricket